# V Ceremonia de los Hot de Oro
La V Ceremonia de los premios Hot de Oro se celebró el 15 de mayo de 1996 en Mandelieu-la-Napoule cerca de la ciudad de Cannes para premiar lo mejor del cine pornográfico durante el año anterior. 
Los premios fueron promovidos por la revista para adultos Hot Vidéo.

## Premios
Premio a la mejor película
| Película              | Productores | Resultado |
| --------------------- | ----------- | --------- |
| La princesa y la puta | Marc Dorcel | Ganadora  |

Premio a la mejor actriz europea
| Actriz          | Nacionalidad | Película              | Resultado |
| --------------- | ------------ | --------------------- | --------- |
| Laure Sainclair | Francia      | La princesa y la puta | Ganadora  |

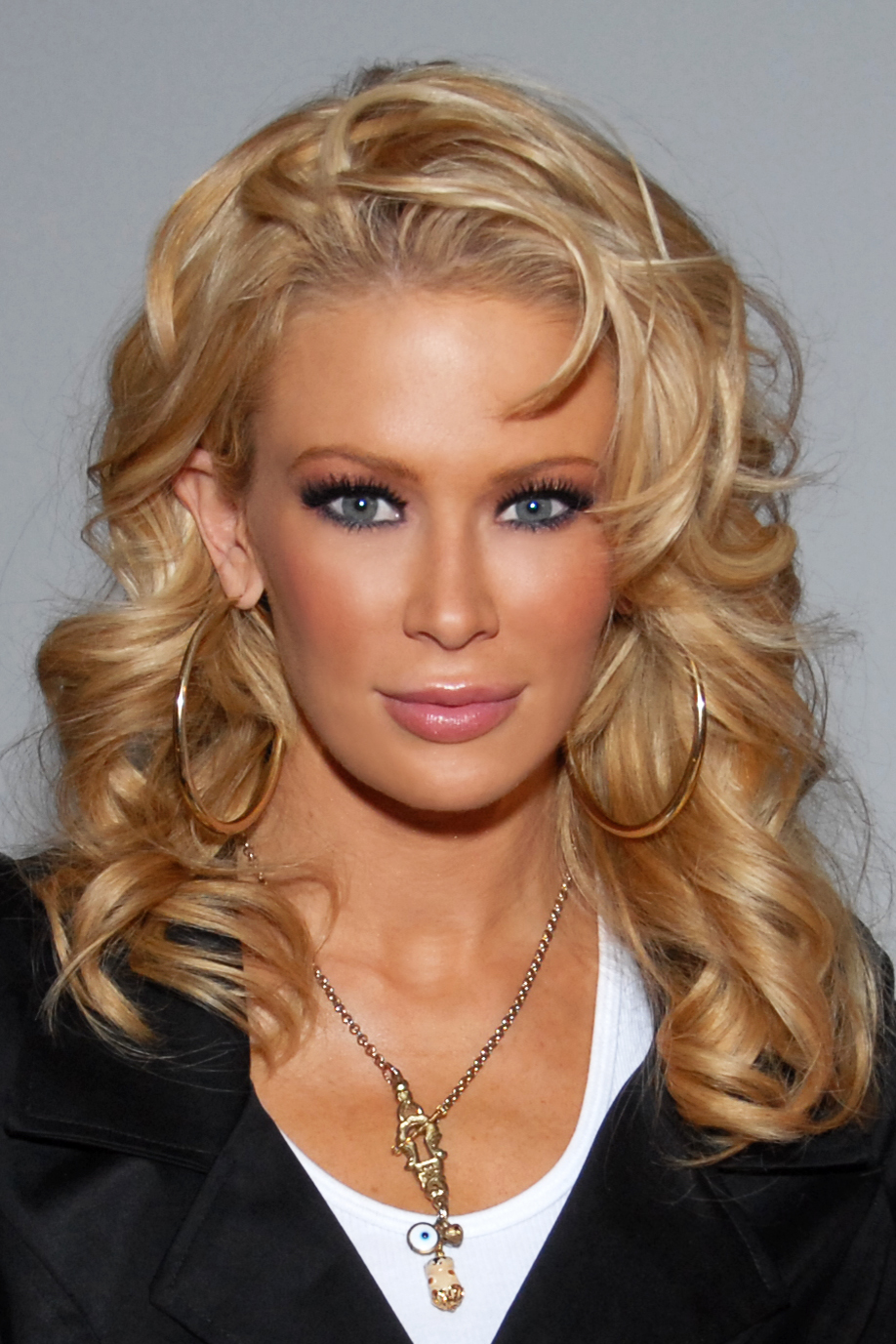
Jenna Jameson

Premio a la mejor estrella americana
| Actriz        | Nacionalidad   | Película | Resultado |
| ------------- | -------------- | -------- | --------- |
| Jenna Jameson | Estados Unidos |          | Ganadora  |

Premio a la mejor actriz europea
| Actriz  | Nacionalidad | Película              | Resultado |
| ------- | ------------ | --------------------- | --------- |
| Coralie | Francia      | La princesa y la puta | Ganadora  |

Premio a la mejor actriz de reparto Europa
| Actriz | Nacionalidad | Película | Resultado |
| ------ | ------------ | -------- | --------- |
| Elodie | Francia      |          | Ganadora  |

Premio a la actriz americana
| Actriz        | Nacionalidad   | Película | Resultado |
| ------------- | -------------- | -------- | --------- |
| Jenna Jameson | Estados Unidos |          | Ganadora  |

Premio al mejor actor europeo
| Actor          | Nacionalidad | Película | Resultado |
| -------------- | ------------ | -------- | --------- |
| Rocco Siffredi | Italia       |          | Ganador   |

Premio al mejor actor americano
| Actor      | Nacionalidad   | Película | Resultado |
| ---------- | -------------- | -------- | --------- |
| Marc Davis | Estados Unidos |          | Ganador   |

Premio al mejor actor revelación
| Actor       | Nacionalidad | Película | Resultado |
| ----------- | ------------ | -------- | --------- |
| David Perry | Francia      |          | Ganador   |

Premio al mejor director novel
| Director       | Nacionalidad | Película | Resultado |
| -------------- | ------------ | -------- | --------- |
| Rocco Siffredi | Italia       | '        | Ganador   |

Premio al mejor director europeo
| Director    | Nacionalidad | Película              | Resultado |
| ----------- | ------------ | --------------------- | --------- |
| Marc Dorcel | Francia      | La princesa y la puta | Ganador   |

Premio al mejor director novel
| Director         | Nacionalidad | Película                | Resultado |
| ---------------- | ------------ | ----------------------- | --------- |
| Christophe Clark | Francia      | Jeunes Veuves Lubriques | Ganador   |

| Predecesor: IV Ceremonia de los Hot de Oro | Premios Hot de Oro V Ceremonia de los Hot de Oro | Sucesor: VI Ceremonia de los Hot de Oro |